# Viktor Moujenko
Viktor Mykolaïovytch Moujenko (en ukrainien : Віктор Миколайович Муженко), né le 10 octobre 1961, est le chef de l'état-major général et commandant en chef des Forces armées de l'Ukraine de 2014 à 2019.

## Biographie
Jusqu'en 1992 il est commandant dans des unités mécanisées, puis officier du département de formation de combat et de psychologie morale jusqu'en 1993 formateur tactique de l'armée blindée du district militaire des Carpates jusqu'en 1994.
D'avril 2003 à juillet 2004, il a été à l'état-major du contingent ukrainien de maintien de la paix des forces multinationales en Irak.
De 2010 à 2012, il a occupé le poste de commandant du 8e corps d'armée ukrainien.
En 2005 il est diplômé de l'université nationale de défense Ivan-Tcherniakhovski d'Ukraine. 
Le 10 mai 2012, par arrêté n° 358 du ministre de la Défense de l'Ukraine, il a été nommé au poste de chef adjoint de l'état-major général des forces armées ukrainiennes.
En 2014, dans le cadre de la Bataille de Saour-Mogyla, il a combattu victorieusement près de Snijne.

### Licenciement de l'état-major
Le 21 mai 2019, il a été démis de ses fonctions de chef d'état-major général des forces armées ukrainiennes par décret de Volodymyr Zelensky.
Le 2 septembre 2019, le président de l'Ukraine, Volodymyr Zelenskyi, par décret no 645/2019, a démis Viktor Moujenko du service et du droit de porter un uniforme militaire.